# Arthur Gray (profesor)
Arthur Gray (n. 28 septembrie 1852 – d. 12 aprilie 1940) a fost un scriitor și profesor universitar englez, care a îndeplinit funcția de director (Master) al Jesus College din Cambridge⁠(d) din 1912 până la moartea sa.

## Biografie
Gray a urmat studii la Blackheath Proprietary School⁠(d) și la Jesus College (colegiu al Universității Cambridge), obținând diplomele de Bachelor in Arts (B.A.) în 1874 și Master in Arts (M.A.) în 1877. După absolvirea studiilor universitare, a făcut parte din staff-ul academic al Jesus College ca Fellow (1875-1912), Junior Proctor (1885-1886), Senior Tutor și Vice-Master (1895-1912) și apoi ca Master (1912-1940). A fost pentru o perioadă Assistant Master la Dulwich College⁠(d) (1874-1877).
A inspirat studenților un devotament „cavaleresc” pentru Jesus College și a fost unul dintre cei mai buni cunoscători ai istoriei acestui institut educațional fondat în 1496, cunoscând, potrivit unor contemporani, „fiecare piatră, fiecare persoană din istoria lui și fiecare carte din bibliotecă”. A îndeplinit funcția de președinte al Cambridge Antiquarian Society⁠(d) în perioada 1901-1903.
A rămas cunoscut ca autor al mai multor studii care prezintă anumite aspecte ale vieții lui Shakespeare, precum și al câtorva lucrări istorice referitoare la orașul Cambridge și la Universitatea Cambridge. Primul său studiu, The Priory of St Radegund, a atras atenția istoricilor locali. A scris, de asemenea, povestiri gotice cu fantome, care au fost publicate inițial în Cambridge Review și colectate în anul 1919 în volumul Tedious Brief Tales of Granta and Gramarye, publicat sub pseudonimul „Ingulphus”. Povestirea „The Everlasting Club”, care a fost publicată inițial la 27 octombrie 1910 în revista The Cambridge Review și apoi inclusă în volumul Tedious Brief Tales of Granta and Gramarye, a fost ecranizată în episodul „Devil's Alphabet” al serialului TV Zona crepusculară, difuzat în premieră de CBS la 28 martie 1986.

## Viața personală
Arthur Gray a avut șase fii cu soția sa, Alice Honora Gell (născută în 1858), cu care s-a căsătorit la 1 august 1882. Soția sa era nepoata contraamiralului și exploratorului arctic John Franklin (186-1847) și fiica preotului anglican John Philip Gell (1816-1898) din satul Buxted⁠(d) (East Sussex). Arthur Gray a rămas văduv la 7 februarie 1927 și a murit în clădirea Master's Lodge a colegiului Peterhouse (colegiu component al Universității Cambridge) la 12 aprilie 1940, la vârsta de 87 de ani. A fost înmormântat în satul Comberton⁠(d) la 15 aprilie 1940.

## Scrieri (selecție)
Printre scrierile lui Gray se numără următoarele:
- Cambridge and Its Story (1912; cunoscută și sub titlul Cambridge Described)
- Tedious Brief Tales of Granta and Gramarye (1919)
- A Chapter in the Early Life of Shakespeare (1926)
- Shakespeare's Son-in-Law (1939)
- The Priory of St Radegund
- Town of Cambridge
- Cambridge
- Cambridge university, an episodical history
- How Shakespeare "purged" Jonson; a problem solved
- Jesus college
- Chapter in the early life of Shakespeare; Polesworth in Arden
- History of Jesus College
- Old Plans of Cambridge
- The earliest statutes of Jesus college, Cambridge, issued by James Stanley, Bishop of Ely, A. D. 1514-1515